# Chloridops regiskongi
Il beccogrosso King Kong o frosone King Kong (Chloridops regiskongi James & Olson, 1991) è un uccello passeriforme estinto della famiglia Fringillidae.

## Etimologia
Il nome scientifico della specie, regiskongi, è la traduzione latina di "King Kong", in riferimento alle grosse dimensioni di questa specie, che vennero enfatizzate dalla stampa facendo parlare i cronisti di "una nuova specie di beccogrosso gigante, gargantuano, King Kong".

## Descrizione
In base ai resti subfossili rinvenuti sinora, le dimensioni stimate di questi uccelli in vita dovevano raggiungere i 28 cm, il che ne farebbe la più grande specie di drepanidini finora conosciuta, nonché uno dei fringillidi di maggiori dimensioni.
L'aspetto di questi uccelli doveva essere piuttosto simile a quello dei loro congeneri estintisi più di recente, con grossa testa, enorme becco tozzo e conico (che in questa specie mostrava un caratteristico solco che lo percorreva orizzontalmente ai due lati e si continuava sotto l'occhio) e forti zampe.

## Biologia
Molto probabilmente, come è stato osservato nell'affine frosone di Kona, questi uccelli vivevano da soli o in piccoli gruppi familiari, e passavano la maggior parte del loro tempo a cercare di spaccare i coriacei frutti e semi dei quali si nutrivano.

## Distribuzione e habitat
I resti di questi uccelli sono stati in massima parte ritrovati all'estremità sud-occidentale dell'isola hawaiiana di Oahu, della quale essi verosimilmente abitavano le aree alberate.

## Estinzione
I frosoni King Kong erano già scomparsi da tempo all'arrivo degli europei alle Hawaii: verosimilmente, la loro estinzione risale all'arrivo dei coloni polinesiani nell'arcipelago, o forse ancora precedentemente ai cambi climatici della transizione Pleistocene-Olocene, ambedue eventi che hanno decretato la scomparsa di numerosissime specie di drepanidini dalle isole.